# Lujza
A Lujza a Lajos férfinév francia megfelelőjének (Louis) női párjából, a Louise névből származik. Jelentése: hírnév, háború. Névváltozata a Ludovika. 

## Gyakorisága
Az 1990-es években igen ritka név, a 2000-es években nem szerepel a 100 leggyakoribb női név között.

## Névnapok
- január 31.[2]
- március 2.[2]
- március 15.[2]
- június 21.[2]
- augusztus 11.[2]
- szeptember 13.[2]

## Idegen nyelvi változatai
- Louisa, Lois (angol)
- Luiza (lengyel)
- Luise, Luisa (német)
- Louise (francia)
- Luisa (spanyol)
- Luigia (olasz)
- Lovisa (svéd)

## Híres Lujzák
„Lujza” utónevű személyek szócikkeinek listája a Wikidata alapján